# Данци, Франц
Франц Данци (нем. Franz Ignaz Danzi; 15 июня 1763, Шветцинген — 13 апреля 1826, Карлсруэ) — немецкий композитор, виолончелист и дирижёр. Сын Инноценца Данци, брат Антона Данци и Франчески Лебрен, муж Маргареты Данци. Был вице-капельмейстером в Мюнхене (с 1798), капельмейстером в Штутгарте (1807—1812), где подружился с Вебером. Руководил капеллой в Карлсруэ (1812—1826).
Воспитанник Мангеймской школы, учился у аббата Фоглера. Один из важнейших, прежде всего в области оперы, немецких композиторов-современников Моцарта, творчество которых знаменует переход от классицизма к романтизму. Принадлежит к числу так называемых «малых мастеров» (Kleinmeister), долгое время остававшихся в тени. С середины XX века появился всё увеличивающийся интерес к нему. Композиторское наследие Данци очень велико, но в настоящее время известны прежде всего сочинения для духовых инструментов: концерты и камерные ансамбли.

## Биография

### Мангейм
Франц Данци был сыном мангеймского виолончелиста Инноценца Данци (итальянского происхождения) и Барбары Тоэски (сестры скрипача и композитора Карла Йозефа Тёши). Его старший брат Иоганн Баптист был скрипачом в мангеймском оркестре, младший Антон — певцом, а сестра Франческа (известна под фамилией мужа Лебрен) стала певицей и композитором.
Данци учился у отца игре на виолончели и клавире, пел в придворной капелле. В пятнадцать лет вступил в мангеймский оркестр. В том же году (1778) оркестр вместе с двором курфюрста Карла Теодора переехал в Мюнхен. Игравший первую виолончель Инноценц Данци отправился туда же, а Франц остался в Мангейме, в оркестре недавно созданного Народного театра. Он изучал композицию с аббатом Фоглером и ещё в Мангейме написал дуодраму «Клеопатра», зингшпиль «Азакия» и музыку к по меньшей мере восьми пьесам.

### Мюнхен
В 1784 году Данци заменил ушедшего на пенсию отца в качестве первого виолончелиста придворного оркестра в Мюнхене. Несмотря на неоднократно высказывавшееся им желание сочинять оперы, такую возможность он получил лишь в 1789 году (зингшпиль «Триумф верности»). В 1790 году женился на певице Маргарете Маршан, дочери Теобальда Маршана (первого директора мангеймского Народного театра), которой за несколько лет до этого давал частные уроки композиции. Они выступали в Гамбурге, Лейпциге, Венеции, Флоренции, два года провели с труппой Доменико Гвардасони в Праге, где Маргарета была примадонной.
В 1796 году пара вернулась в Мюнхен. В 1798 году состоялась премьера комической оперы «Полночный час» (за ней укрепилась репутация лучшей оперы Данци). После этого, 18 мая 1798 года, он был назначен заместителем капельмейстера (вице-капельмейстером) с обязанностью руководить исполнением немецких опер и духовной музыки.
В том же году (17 апреля) умер отец Данци, а через два года (11 июня 1800), после продолжительной болезни, — жена. В 1799 году (16 февраля) скончался курфюрст Карл Теодор. Его преемник Максимилиан Иосиф имел меньше интереса к немецкой опере и существенно ограничил театральные затраты. Данци не ладил со вновь назначенным начальством: директором Йозефом Бабо и капельмейстером Петером Винтером. В 1807 году наконец была поставлена его серьёзная опера «Ифигения в Авлиде», но премьера не была должным образом подготовлена, и опера шла всего два раза.

### Штутгарт и Карлсруэ
В октябре 1807 года король Вюртемберга Фридрих I предложил Данци стать капельмейстером в Штутгарте (место, которое занимал четырьмя годами ранее Иоганн Рудольф Цумштег). Там он познакомился с молодым Вебером, работавшим над «Сильваной». В 1811 году король учредил музыкальный институт и назначил Данци его директором, с тем чтобы он преподавал композицию и руководил обучением игре на духовых инструментах. В Штутгарте у Данци совершенно не оставалось времени на собственные сочинения: за пять лет он поставил лишь одну мелодраму («Дидона») и один зингшпиль («Камилла и Евгений»); других произведений появилось также немного.
В 1812 году он уехал из Штутгарта и стал капельмейстером в Карлсруэ. Доставшаяся ему в управление Баденская придворная капелла была слабым оркестром, и он прикладывал большие усилия, чтобы улучшить её игру. Данци продолжал активно переписываться с Вебером до самой смерти и ставил его оперы вскоре после их премьеры. Ни одна из его собственных опер, написанных в этот период, не имела большого успеха, зато в последнее десятилетие он нашёл удачного издателя своих сочинений для камерных ансамблей в лице Иоганна Антона Андре, для которого написал многое из того, на чём держится сегодня его известность (в том числе девять духовых квинтетов P. 277, 281 и 282).
Данци умер в апреле 1826 года. В мае умер его коллега вице-капельмейстер Фридрих Эрнст Феска, а в начале июня в Лондоне скончался Вебер. В сентябре во «Всеобщей музыкальной газете» был помещен большой анонимный некролог с обозрением как биографии Данци, так и его творчества.

## Семья
- Жена — Маргарета Данци (1868—1800), певица и композитор. В браке родилось двое детей, выжила одна дочь.
  - Карл (род. в июле 1794)
  - Маргарета Данци (1799 — 23 октября 1866), замужем за актёром Людвигом Брандтом (ум. 1865), пела в мангеймском Придворном театре.
    - Каролина Брандт (1829—1895), театральная актриса.

## Творчество

### Музыкальные сочинения

#### Общий обзор
Данци — один из важнейших представителей переходного от классицизма к романтизму поколения в немецкой музыке. Он сочинял во всех известных в то время жанрах. Сохранилось около двух десятков произведений для сцены, преимущественно оперы. Бо́льшая часть их — комические, в традиции зингшпиля (разговорные диалоги с музыкальными номерами). Есть также одна мелодрама («Дидона») и одна серьёзная опера («Ифигения в Авлиде»). Все они писались на немецкий текст (единственное исключение — французская опера «Девкалион и Пирра»). Данци принадлежит одна из первых романтических опер — «Горный дух, или Судьба и верность» (поставлена в Карлсруэ в 1813 году). Его лучшей оперой в XIX веке считался «Полночный час».
Столь же значительно его наследие в области вокальной музыки, как духовной (не менее восьми месс, реквием, Te Deum, всего более сотни сочинений), так и светской. Особенно долго оставались в употреблении упражнения в пении, несмотря на то что его многочисленные песни вскоре были забыты.
Данци принадлежат шесть симфоний (две первые опубликованы не были, поэтому две последние были изданы как № 3 и № 4), несколько концертных симфоний (в том числе утраченных), а также множество инструментальных концертов: для духовых инструментов, для виолончели и фортепиано. Концерты для скрипки и гобоя утрачены. Его любовь к необычным сочетаниям тембров проявляется прежде всего в камерно-инструментальных ансамблях: дуэтах, трио, квартетах, квинтетах и секстетах для разных составов исполнителей. Фортепианных сонаты Данци оставил всего три. Кроме того, есть ещё три сонаты для фортепиано в четыре руки.

#### Некоторые сочинения
- Оперы «Полночный час», «Поцелуй», «Ифигения в Авлиде», «Камилла и Евгений», «Горный дух, или Судьба и верность»
- Шесть симфоний: D-dur (P. 218), Es-dur (P. 219), d-moll (P. 220), C-dur (P. 221), B-dur (P. 222), D-dur (P. 223)
- Концертные симфонии: для флейты и кларнета (P. 226), для кларнета и фагота (P. 227)
- Концерты: фортепианный Es-dur (P. 229), 4 для флейты, 5 для фагота (C-dur P. 234; F-dur P. 235, 236, 237; g-moll P. 238), 2 для валторны (E-dur P. 239; F-dur P. 240), 4 для виолончели (A-dur P. 241; B-dur P. 242; e-moll P. 243; концертино D-dur P. 244)
- Соната B-dur для фортепиано и кларнета, P. 256
- Соната для фортепиано и валторны № 1 Es-dur, P. 252 (1804)
- Соната для фортепиано и валторны № 2 e-moll, P. 255 (1813)
- Соната F-dur для фортепиано и бассетгорна (или виолончели), P. 258 (1818)
- 3 квартета для фагота со струнными (P. 271)
- 3 квинтета для фортепиано с духовыми (d-moll P. 269, F-dur P. 278; D-dur P. 279)
- 9 духовых квинтетов (P. 277, 281 и 282)
- 2 секстета (Es-dur P. 283 и E-dur 284)

#### Стиль
Сочинения Данци полны интересных мелодий и выказывают большое мастерство, однако отличаются жёстким подходом к форме. Его гармонии были довольно смелыми для конца XVIII века, часто произведения начинаются не в основной тональности. Всё это — признаки перехода к романтизму, для развития которого в самом начале XIX века Данци имел определённое значение.
Из отрицательных сторон его стиля стоит указать на отсутствие большого интереса к разработке материала: репризы сонатных форм у него в точности повторяют экспозицию. Целые части произведений могут быть построены из регулярных двух-, четырёх- или восьмитактовых фраз. К концу его жизни подобные композиционные приёмы ощущались как старомодные, и его произведения могли заинтересовать только любителей.

### Литературные сочинения
Данци предвосхитил романтический идеал многостороннего художника (вроде Гофмана): он много писал, постоянно публиковался во «Всеобщей музыкальной газете» и в других изданиях. Его стихи были известны в Мюнхене, и некоторые из них он сам положил на музыку. Он написал по меньшей мере одно оперное либретто, комическую «Репетицию оперы» (Die Opernprobe) в двух актах; оно было использовано Иоганном Непомуком фон Пойсслем). Возможно, Данци также принадлежит немецкий текст его собственного зингшпиля «Турандот» по пьесе Гоцци.

## Забвение и возрождение интереса в XX веке

### Причины забвения
Данци поздно, только на рубеже веков, начал публиковать свои сочинения. Это стало причиной утраты большинства ранних произведений. Но даже из написанного в последние тридцать лет жизни он опубликовал лишь часть. Это также привело к утратам. Сложность в его наследии (решённую теперь каталогом фон Пехштедта) представляло и то, что он выставлял номера сочинений (опусы) нерегулярно, давал разным произведениям один и тот же номер, а часто публиковал их вовсе без него.
Музыка Данци уже в последние годы его жизни была старомодной и теряла популярность. К концу XIX века он был совершенно забыт. Это было также связано с тем, что он, не будучи пианистом, мало писал для фортепиано — главного инструмента времён расцвета романтизма. Уже к 1830-м годам былой интерес к виртуозам-духовикам прошёл, и написанные для них сочинения перестали исполняться.

### Музыка для духовых
Возрождение этого интереса в XX веке привело к новому открытию богатого репертуара, созданного в эпоху позднего классицизма и раннего романтизма. Кроме того, набирающее силу движение за историческое исполнительство позволило вновь услышать сочинения на тех инструментах, для которых они и были написаны. Для музыки Данци это имело огромное значение, потому что его композиторское мастерство во многом опиралось на игру тембрами.
Первыми стали пользоваться популярностью духовые квинтеты (P. 277, 281 и 282). Ещё в конце 1930-х — начале 1940-х гг. в Мюнхене появляются переиздания некоторых из них под редакцией Гюнтера Вейгельта (Günther Weigelt). В 1950-е — 1960-е гг. их издаёт в Базеле Фриц Кнейсслин (Fritz Kneusslin). В конце 1970-х — начале 1980-х гг. все девять квинтетов издал в Лейпциге Клаус Бурмейстер (Klaus Burmeister). Новая редакция Рейнхарда Гролля (Reinhard Groll) была напечатана в Касселе в 2007—2008 годах.
Параллельно появлялись новые издания других сочинений для духовых инструментов: концертных симфоний, концертов и камерной музыки. В 1963 году Роберт Мюнстер опубликовал «второй» фа-мажорный концерт для фагота (P. 237), ставший одним из самых известных концертов Данци. В 1965 году была впервые издана оригинальная версия первого секстета (P. 283). Уильям Уотерхаус (William Waterhouse) издал в 1960-х квартеты с фаготом (P. 271), Дитер Фёрстер (Dieter H. Förster) в 1970-х — начале 1980-х гг. — сочинения для флейты. Тогда же были заново опубликованы сонаты для фортепиано с духовым инструментом (кларнетом, валторной, бассетгорном).

### Новые «открытия» конца XX — начала XXI веков
К концу XX века бо́льшая часть камерной музыки (кроме струнных квартетов) была издана и вошла в репертуар многих музыкантов, прежде всего духовиков. Стали появляться аудиозаписи. За Данци прочно укрепилась слава композитора, писавшего для духовых инструментов. Вышедший в 1996 году тематический каталог его сочинений, составленный Фолькмаром фон Пехштедтом (Volkmar von Pechstaedt), позволил по-новому взглянуть на наследие Данци: первые двести номеров в нём (произведения для сцены, вокальная музыка, симфонические сочинения) оставались совершенно не известными. В 1997 году фон Пехштедт издал переписку Данци, снабдив её комментарием. В конце 1990-х годов он основал в Гёттингене издательство «Hainholz» и Архив Франца Данци, который должен был способствовать изданию важнейших его сочинений. Однако под эгидой архива было выпущено (также в конце 1990-х гг.) лишь четыре концерта, действительно до того не издававшиеся: третий фа-мажорный (P. 235) и соль-минорный (P. 238) концерты для фагота, фа-мажорный концерт для валторны (P. 240) и ми-минорный для виолончели (P. 243).
Ещё в 1994 и 1995 годах Пауль Висскирхен (Paul Wisskirchen) издал две мессы (P. 57 и 59). В 2003 году появилось издание двух латинских псалмов (P. 127 и 135). Важнейшим событием для укрепления репутации Данци как многостороннего автора стало издание всех его симфоний, предпринятое в 2006—2007 годах Бертом Хагельсом (Bert Hagels). Их немедленно записал Ховард Гриффитс (запись поступила в продажу в 2010 году). В 2012 году в Штутгарте под руководством Фридера Берниуса была записана опера «Горный дух, или Судьба и верность». Выход записи в 2013 году был приурочен к 250-летию со дня рождения композитора.

## Признание
- Концертный зал в Шветцингене с 2005 года носит имя композитора.